# Last Scene
Pour le film, voir Last Scene (film).
Albums de Chen
Dear my dear
(2019)
Singles
1. Last Scene
Sortie : 14 novembre 2022

Last Scene (사라지고 있어) est le second EP de l'artiste Chen, un des membres du boys band sud-coréano-chinois EXO, et est sorti le 14 novembre 2022 sous SM Entertainment et distribué par Dreamus Company Korea.

## Contexte et sortie
Le 10 octobre 2022, il a été annoncé officiellement que Chen sortirait son troisième mini-album solo, intitulé Last Scene, le 31 octobre, accompagné d'une première image teaser. 
Le 19 octobre, plusieurs images teaser sont mises en ligne sur les réseaux sociaux et on apprend que du 20 au 26 octobre, des photos teasers seront postées régulièrement. Il a également été révélé que cet opus contiendra six chansons comme son précédent mini-album. Le 29 octobre, un premier teaser du clip est sorti. Le lendemain dans la soirée, SM Entertainment annonce dans un communiqué, que la sortie du mini-album a été repoussée à une date ultérieure à la suite du mouvement de foule qui a eu lieu à Itaewon lors du festival d'Halloween et qui a provoqué des centaines de morts. 
Le 7 novembre, apràs la semaine de deuil national, l'agence révèle avec la publication d'une photo teaser, que l'EP sortira le 14 novembre

## Promotion
Chen a commencé à interpréter le single principal dans les émissions musicales sud-coréennes le 19 novembre. Il a également interprété cette chanson lors du concert en ligne SM Town Live 2023: SMCU Palace at Kwangya le 1er janvier 2023.

## Accueil

### Succès commercial
Au lendemain de sa sortie, il a été révélé que celui-ci avait pris la première place du classement hebdomadaire de Circle Chart.

## Liste des titres
| Last Scene | Last Scene                       | Last Scene                        | Last Scene                                      | Last Scene | Last Scene | Last Scene | Last Scene | Last Scene | Last Scene |
| No         | Titre                            | Auteur                            | Producteur(s)                                   | Durée      |            |            |            |            |            |
| ---------- | -------------------------------- | --------------------------------- | ----------------------------------------------- | ---------- | ---------- | ---------- | ---------- | ---------- | ---------- |
| 1.         | 사라지고 있어 (Last Scene)       | Honey Pot                         | Honey Pot                                       | 4:22       |            |            |            |            |            |
| 2.         | 옛 사진 (Photograph)             | Royal Dive                        | Brian Cho, Royal Dive                           | 3:58       |            |            |            |            |            |
| 3.         | Traveler                         | HOLLIN                            | HOLLIN, Choi Jin-won                            | 2:43       |            |            |            |            |            |
| 4.         | I Don't Even Mind                | Chen                              | Brad Ellis, Etham, Sam Merrifield, Hautboi Rich | 3:15       |            |            |            |            |            |
| 5.         | 그렇게 살아가면 돼요 (Reminisce) | Choo Dae-kwan (MonoTree), MosPick | Choo Dae-kwan (MonoTree), MosPick               | 4:42       |            |            |            |            |            |
| 6.         | 계단참 (Your Shelter)            | B-Rock@NUMBER K, J-Lin@NUMBER K   | B-Rock@NUMBER K, J-Lin@NUMBER K                 | 4:00       |            |            |            |            |            |
| 23:02      |                                  |                                   |                                                 |            |            |            |            |            |            |

## Classements

### Classements hebdomadaires
| Classements        | Meilleure position |
| ------------------ | ------------------ |
| South Korea (Gaon) | 1                  |

## Classement mensuel
| Classements        | Meilleure position |
| ------------------ | ------------------ |
| South Korea (Gaon) | 12                 |

## Ventes
| Pays               | Ventes |
| ------------------ | ------ |
| South Korea (Gaon) | 85 439 |

## Historique de sortie
| Pays         | Date             | Format                   | Label                                   |
| ------------ | ---------------- | ------------------------ | --------------------------------------- |
| Corée du Sud | 14 novembre 2022 | CD, Téléchargement légal | SM Entertainment, Dreamus Company Korea |
| Monde entier | 14 novembre 2022 | Téléchargement légal     | SM Entertainment                        |